# الشعبة (يافع)

تعديل مصدري - تعديل

الشعبة هي إحدى قرى عزلة لبعوس بمديرية يافع التابعة لمحافظة لحج، بلغ تعداد سكانها 281 نسمة حسب تعداد اليمن لعام 2004.